# Lance Henriksen
Lance James Henriksen (Nova Iorque, 5 de maio de 1940) é um ator estadunidense de origem norueguesa.

## Vida pessoal
Filho de uma família pobre, seu pai era um marinheiro norueguês cujo apelido era "Icewater" - dado devido ao seu temperamento frio - e sua mãe trabalhou em várias frentes como instrutora de dança, garçonete e até modelo; até se divorciarem quando ele ainda era um bebê (com apenas dois anos) e Lance passou a ser criado apenas pela mãe. Garoto problema, o jovem Lance Henriksen tinha muita dificuldade em se adaptar às escolas e tinha poucos amigos, e, assim, com apenas 12 anos, fugiu de casa e não mais freqüentou o ambiente escolar.
Por conta disto, curiosamente, até os 30 anos - no início de sua carreira como ator - Lance era analfabeto e aprendeu a ler estudando os roteiros dos filmes que atuava, até então decorava suas falas com a ajuda de uma terceira pessoa na base do ditado. Até então Lance apenas alimentava o sonho de ser um dia um ator: inspirado pelas longas matinês assistindo aos filmes de Kirk Douglas e eventualmente uma peça de teatro, o adolescente passava quase o tempo todo vagando em Nova York, mas também viajando por todo o país pegando carona em trens de carga e sendo preso algumas vezes por delitos leves como vadiagem.

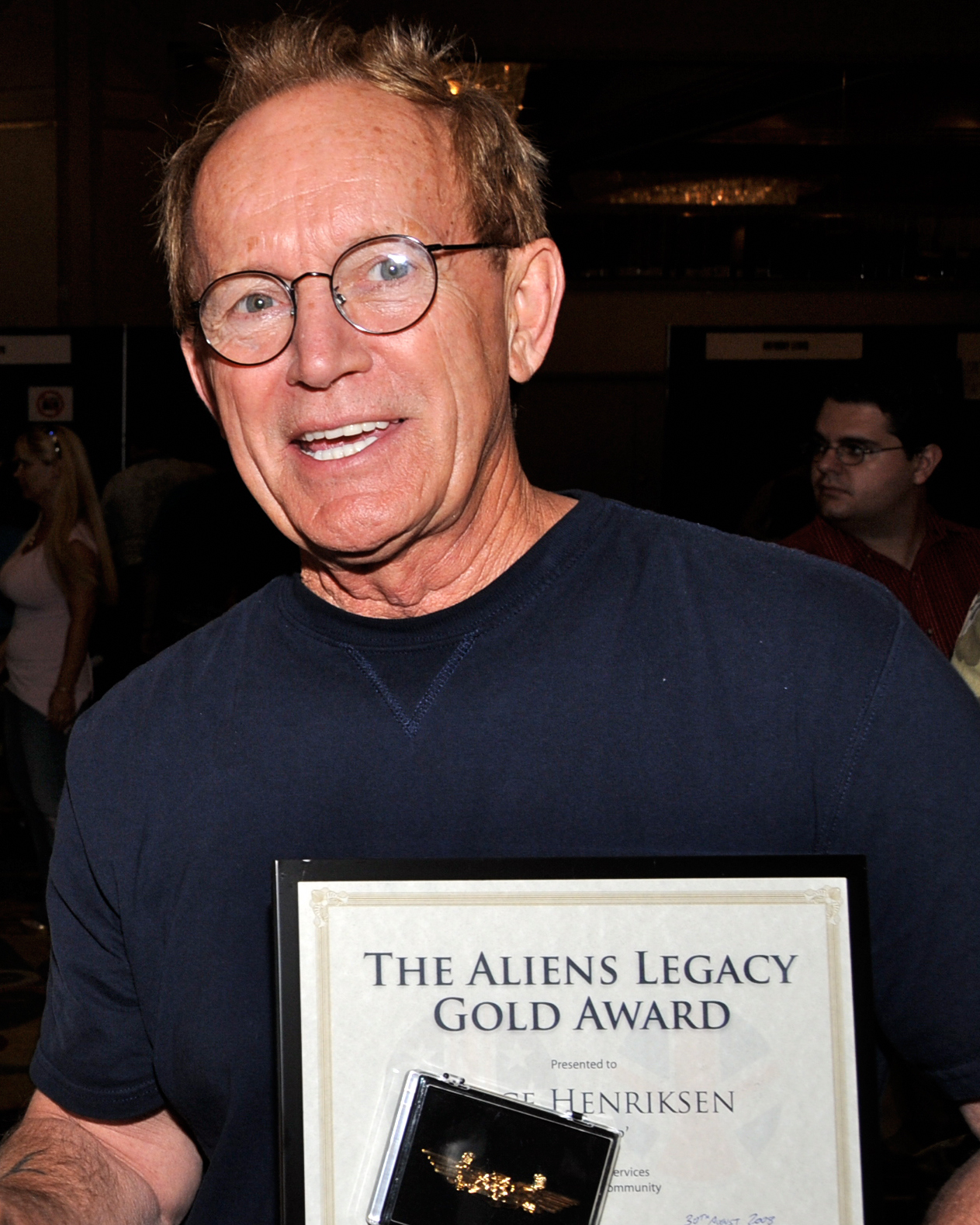
Lance Henrinksen recebendo o prêmio Gold Award por The Aliens Legacy em Dragon Con, em Atlanta, Georgia em 2008.

## Carreira
Pois foi enquanto estava preso em Tucson, Arizona, que Lance participou pela primeira vez de uma produção de cinema, como figurante em um filme estrelado por Lee Marvin sobre a vida de Ira Hayes (considerado herói estadunidense na batalha de Iwo Jima na Segunda Guerra Mundial). Lance levou 5 dólares pela participação de um dia. Também trabalhou como catador de frutas e até pescador - e foi neste período que ele conheceu seus melhores amigos, o diretor James Cameron e o designer Bruce Kenselaar, sendo, inclusive, padrinho deste último.
Curiosamente foi seu talento como pintor - e não como ator - que colocou Henriksen pela primeira vez num set de filmagem, como designer de cenários. Lance faz sua estreia no cinema em 1972 na produção It Ain't Easy. A partir daí e durante toda a década de 70, Henriksen é chamado para participar como ator coadjuvante em produções de diversos gêneros, trabalhando com diretores de peso como fez em "Contatos Imediatos do Terceiro Grau" (1977), dirigido por Steven Spielberg, "Damian - A Profecia II" (1978) e três filmes do conceituado Sidney Lumet, "Um Dia de Cão" (1975), "Rede de Intrigas" (1976) e "O Príncipe da Cidade" (1981), mas neste tempo era duro para Lance fazer tantos papéis sem ter um agente que pudesse ajudar na carreira. Os anos 80 culminaram no ápice da sua carreira de ator, trabalhando em produções de grande porte, especialmente no ramo da ficção científica, alcançando a notoriedade tão almejada e criando uma reputação inabalável.
Foi cotado para encarnar o T-800 de "O Exterminador do Futuro", mas ficou com o papel do Detetive Vukovich. Como Frank Black, estrelou a série "Millennium" (1996-1999), do mesmo criador de "Arquivo X" (Chris Carter). Fez parte da dublagem do jogo Alien vs Predator no papel de Karl Bishop Weyland; vilão maior do jogo que assim como o Bishop de "Aliens - O Resgate" e "Alien 3" também era um ciborgue só que mau.
Em 2007, fez uma participação especial como Dr. Christopher Walker na telenovela brasileira "Caminhos do Coração", da Rede Record, todas as cenas de Henriksen foram gravadas em Miami na Flórida.

## Filmografia Parcial
- 1975: Um Dia de Cão (Dog Day Afternoon)
- 1976: A Mansão Condenada (Mansion of the Doomed / Eyes)
- 1976: Rede de Intrigas (Network)
- 1977: Contatos Imediatos do Terceiro Grau (Close Encounters of the Third Kind)
- 1978: Damian - A Profecia II (Damien: Omen II)
- 1979: Herdeiros Da Morte (The Visitor (1979))
- 1981: Piranha 2 - Assassinas Voadoras (Piranha II: The Spawning)
- 1981: The Dark End of the Street
- 1981: O Príncipe da Cidade (Prince of the City)
- 1983: Blood Feud
- 1983: Pesadelos Diabólicos (Nightmares)
- 1983: Os Eleitos - Onde O Futuro Começa (The Right Stuff)
- 1984: O Exterminador do Futuro (The Terminator)
- 1985: O Fio da Suspeita (Jagged Edge)
- 1985: Crepusculo Selvagem (Savage Dawn)
- 1986: Aliens - O Resgate (Aliens)
- 1987: Quando Chega a Escuridão (Near Dark)
- 1989: A Vingança do Diabo (Pumpkinhead)
- 1989: O Próximo Alvo (Hit List)
- 1989: A Casa do Espanto III (The Horror Show/House III)
- 1989: Um Rosto Sem Passado (Johnny Handsome)
- 1990-1991:Contos da Cripta (Tales from the Crypt) (TV)
- 1991: Ataque ao 3o. Poder (Comrades in Arms)
- 1991: Histórias Insólitas (Two-Fisted Tales) (TV)
- 1991: O Poço e o Pêndulo (The Pit and the Pendulum)
- 1991: A Fúria do Justiceiro (Stone Cold)
- 1992: A Caminho do Inferno (Delta Heat)
- 1992: Alien 3 (Alien³)
- 1992: Jennifer 8 - A Próxima Vítima (Jennifer 8)
- 1993: Força Bruta (Excessive Force)
- 1993: Super Mario Bros. (Super Mario Bros.)
- 1993: Os Assassinos (The Outfit)
- 1993: O Alvo (Hard Target)
- 1993: Herdeiros da Máfia (The Criminal Mind)
- 1993: A Exterminadora (Knights)
- 1993: Max - Fidelidade Assassina (Man's Best Friend)
- 1994: Fuga de Absolom (No Escape)
- 1994: A Cor da Noite (Color of Night)
- 1994: Boulevard (Boulevard)
- 1995: Caçada Implacável (Baja)
- 1995: Rápida e Mortal (The Quick And The Dead)
- 1995: Mente Dilacerada (The Outpost/Mind Ripper)
- 1995: Interceptor 2 - Projeto Secreto Aurora (Aurora: Operation Intercept)
- 1995: Bad Company - Maus Companheiros (Bad Company/The Nature of the Beast)
- 1995: Energia Pura (Powder)
- 1995: Dead Man (Dead Man)
- 1995: Spitfire - Perseguição Implacável (Spitfire)
- 1995: Desafio De Um Pistoleiro (Gunfighter's Moon)
- 1996: Dc7 - Abrigo Subterrâneo (Dusting Cliff 7)
- 1996: Felony - Quando As Leis São Rompidas (Felony)
- 1996: Liberdade Para Matar (Profile for Murder)
- 1996-1999: Millennium (Millennium) (TV)
- 1997: Ameaça Terrorista - Acesso Negado (No Contest II)
- 1998: O Assassinato Do Presidente (The Day Lincoln Was Shot)
- 1999: Tarzan (Tarzan) (Voz)
- 2000: Pânico 3 (Scream 3)
- 2001: Pânico Virtual (The Mangler 2)
- 2001: Demons on Canvas
- 2001: A Última Viagem (Lost Voyage)
- 2002: O Poder da Mente (Unspeakable)
- 2002: Sasquatch - O Abominável (The Untold/Sasquatch)
- 2003: Mutação 3: O Sentinela (Mimic: Sentinel)
- 2003: O Último Samurai (The Last Samurai)
- 2003: A Conexão (Rapid Exchange)
- 2004: O Guerreiro do Futuro (Dream Warrior)
- 2004: Fúria Assassina (Starkweather)
- 2004: Alien vs. Predador (AVP: Alien Vs. Predator)
- 2004: A Casa dos Horrores (Madhouse)
- 2004: Modigliani - Paixão Pela Vida (Modigliani)
- 2004: Sangue de Lobo (Out for Blood)
- 2004: Um Ponto Zero (One Point O)
- 2005: Hellworld - Mundo Do Inferno (Hellraiser: Hellworld)
- 2006: House at the End of the Drive
- 2006: Quando um Estranho Chama (When a Stranger Calls) (voz)
- 2006: Abominável (Abominable)
- 2006: Superman - Brainiac Ataca (Superman: Brainiac Attacks) (voz)
- 2006: O Demônio Da Montanha (Sasquatch Mountain)
- 2006: Pumpkinhead - De Volta das Cinzas (Pumpkinhead: Ashes to Ashes)
- 2007: Pumpkinhead 4 - Maldição Sangrenta (Pumpkinhead: Blood Feud)
- 2007: Ossos no Deserto (Bone dry)
- 2007: Aranhas Assassinas (In the Spider's Web)
- 2008: Alone in the Dark 2 - O Retorno do Mal (Alone in the Dark II)
- 2008: Appaloosa - Uma Cidade Sem Lei (Appaloosa)
- 2009: Comendo Pelas Beiradas (The Slammin' Salmon)
- 2009: Garota Infernal (Jennifer's Body)
- 2009: A Tribo II (The Lost Tribe)
- 2015: Lake Eerie